# Strada della Tremola

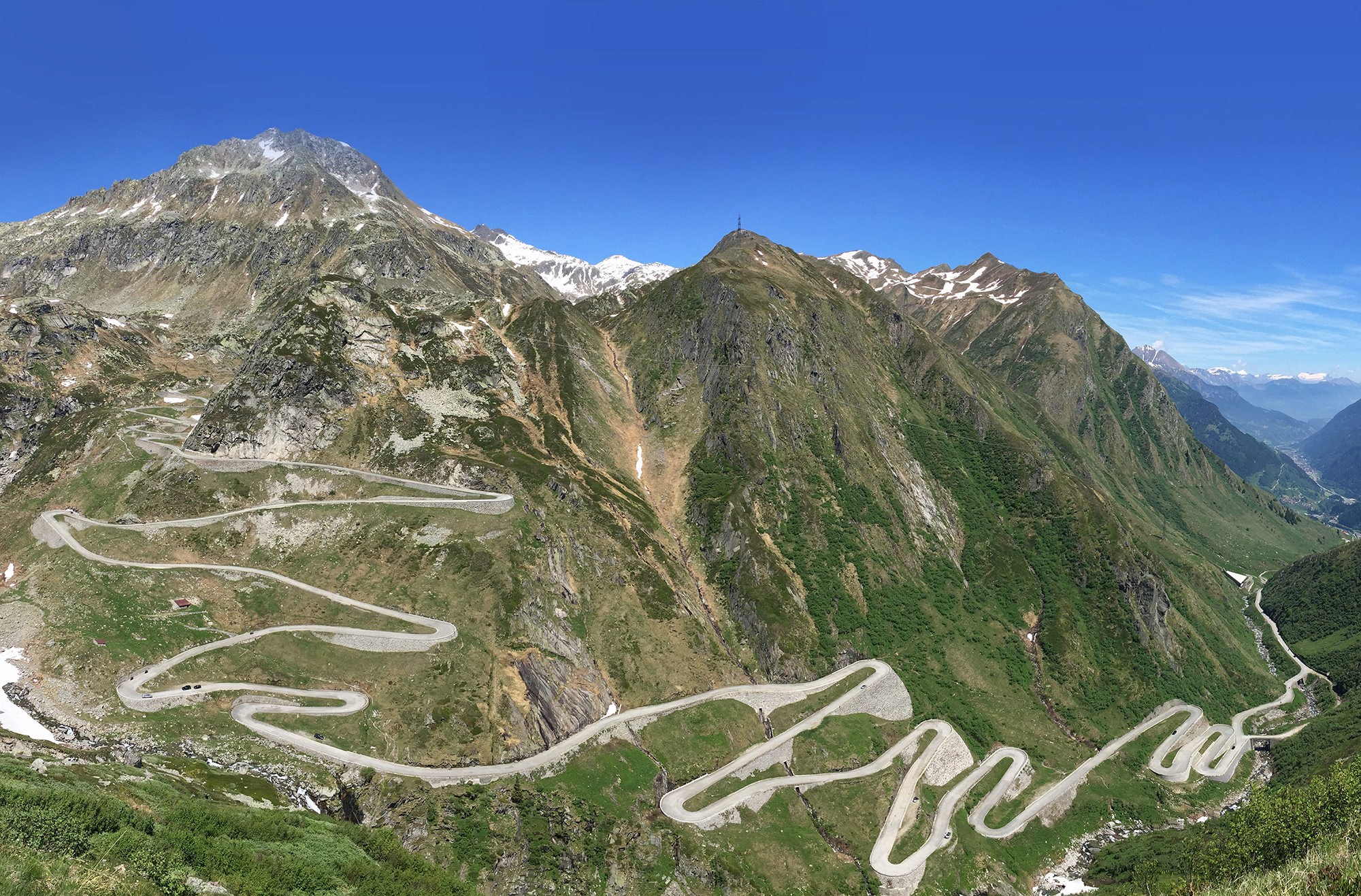
Tremola San Gottardo, la vecchia strada che porta da Airolo al passo del San Gottardo

La strada della Tremola San Gottardo, situata in Canton Ticino, è il più lungo monumento viario della Svizzera e figura nell’inventario delle vie di comunicazione storiche della Svizzera (IVS). Collega il comune di Airolo (1175 m s.l.m.) al passo del San Gottardo (2106 m s.l.m.).
Questa strada a serpentina, posta sul versante sinistro della Val Tremola, nacque con la costruzione della strada carreggiabile del passo del San Gottardo. Nel suo tratto più importante supera su una lunghezza di quattro chilometri un dislivello di 300 metri in 24 tornanti .

## Storia

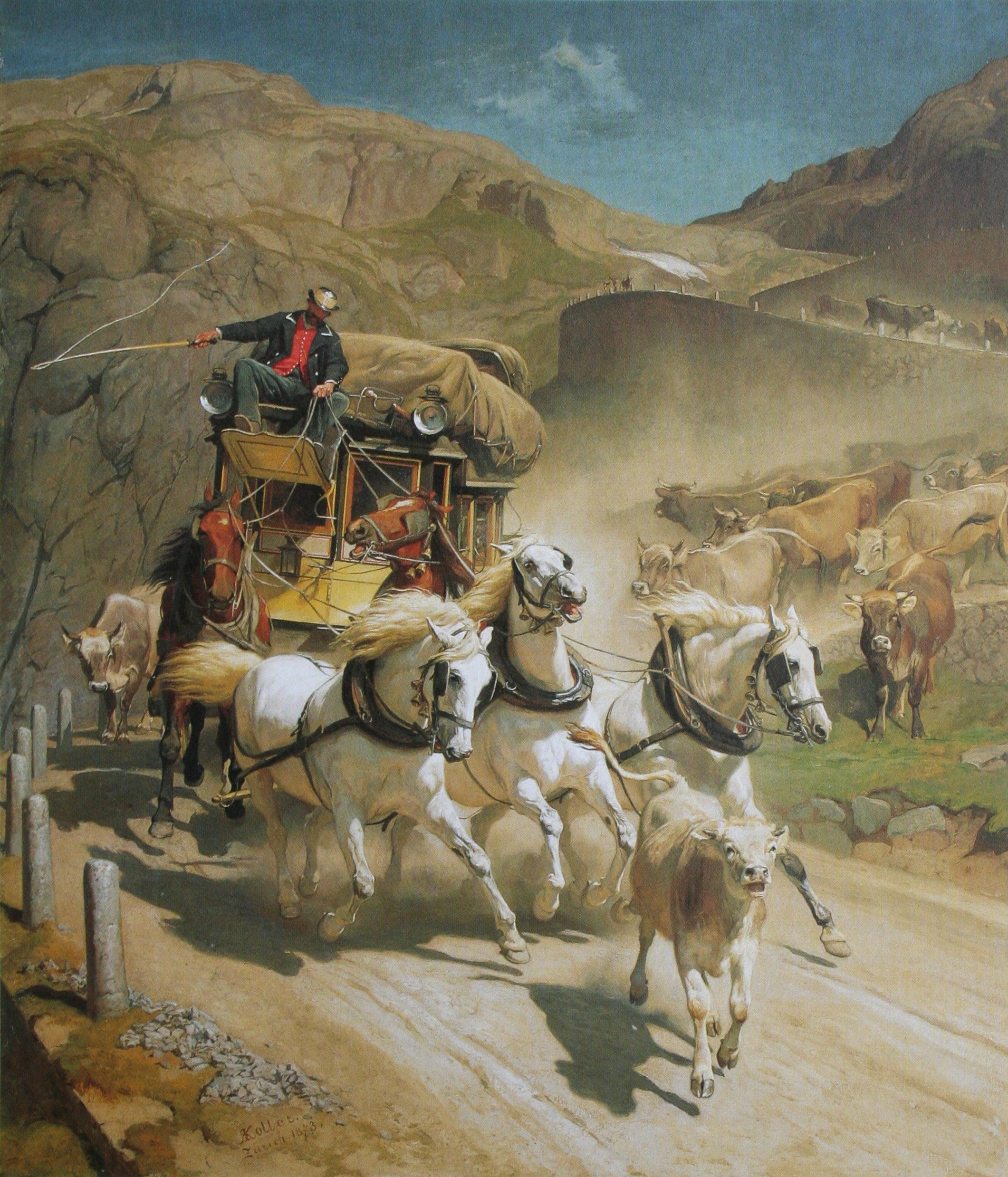
La diligenza del San Gottardo sulla Tremola (1873 di Rudolf Koller)

La strada del passo fra Göschenen e Airolo è stata realizzata fra il 1827 e il 1832 su progettazione dell’ingegnere ticinese Francesco Meschini. I lavori di ampliamento delle vie di accesso da Basilea e da Chiasso erano iniziati attorno al 1810.
Oggi la Tremola ha praticamente l’aspetto che aveva nel 1951, al termine della sua ricostruzione. La strada è larga da sei a sette metri e affiancata da muri di sostegno alti fino a otto metri. Conserva una parte dei vecchi muri a secco, una parte consistente del lastricato in granito, come pure le pietre chilometriche. Scomparse sono invece le due case cantoniere. La prima, fino alla sua distruzione nel 1989, si trovava all’imbocco della Val Tremola. La seconda era posta più in alto, sotto Voltone. Nel 1874 fu distrutta da una valanga e in considerazione dell’imminente apertura della galleria ferroviaria del Gottardo, nel 1882, non venne ricostruita.